# Список умерших в 1063 году

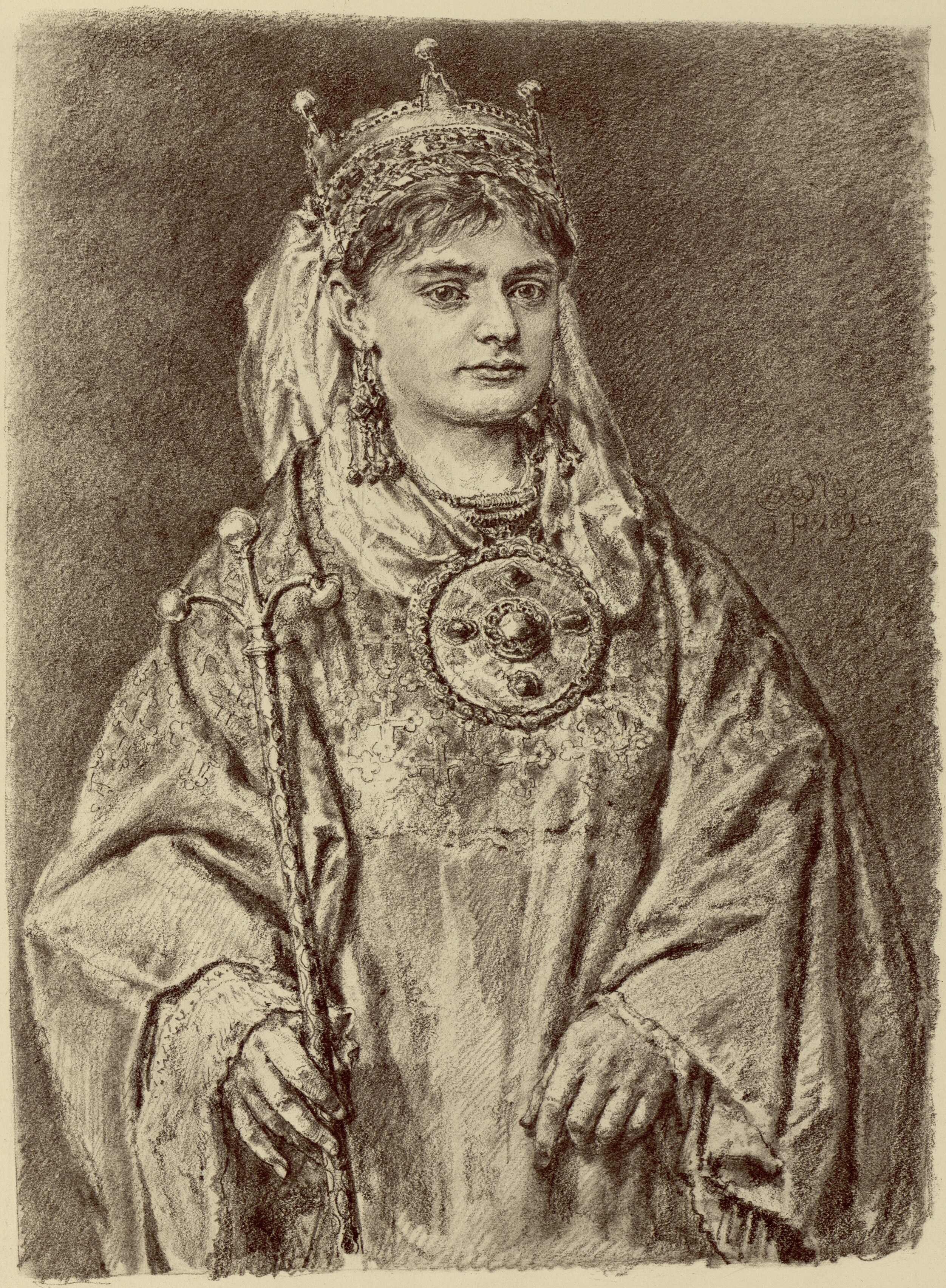
Рыкса Лотарингская

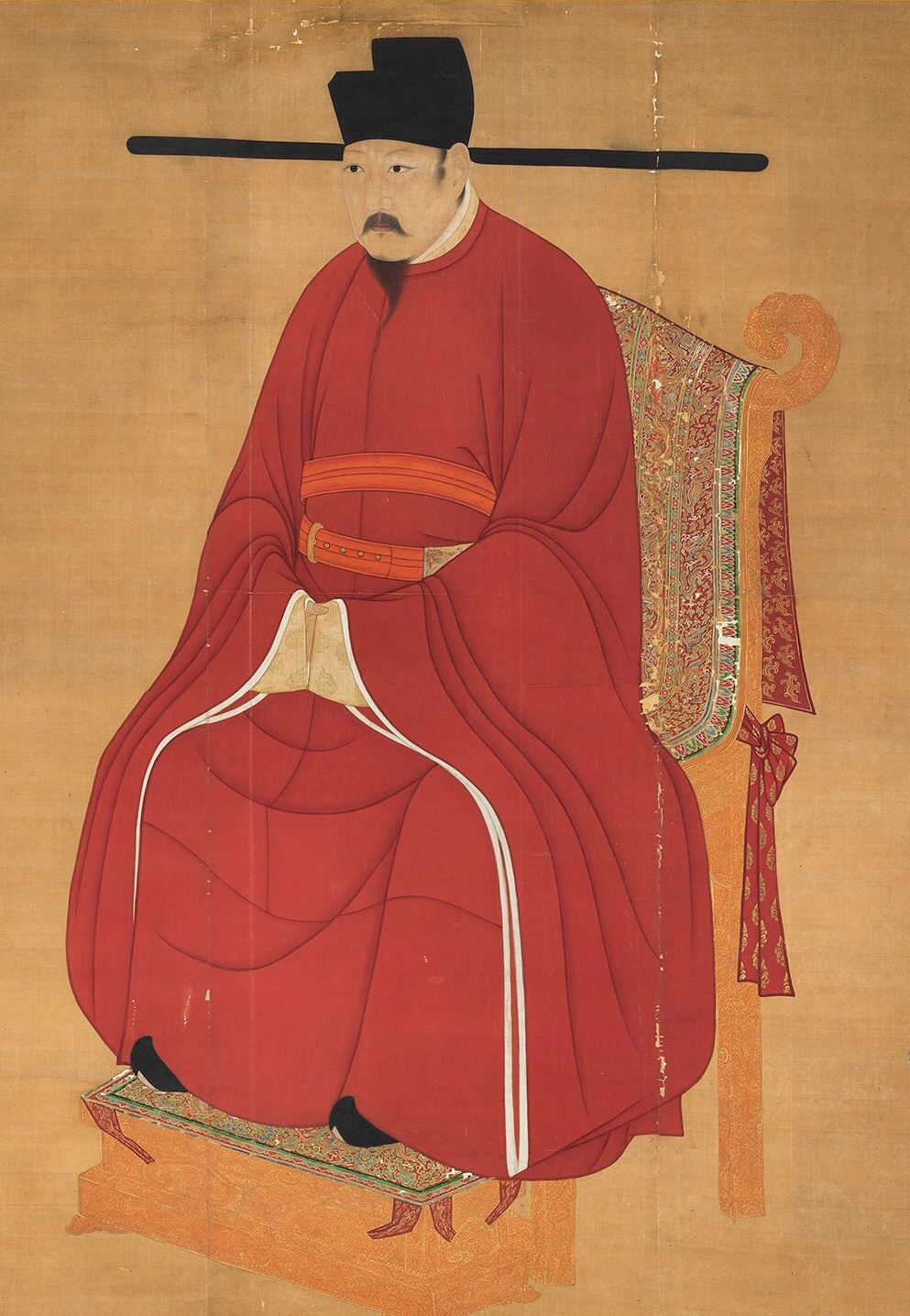
Жэнь-цзун

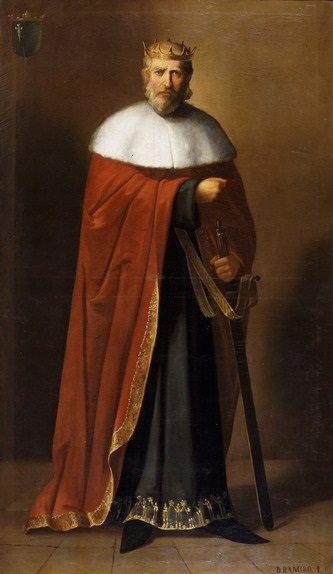
Рамиро I

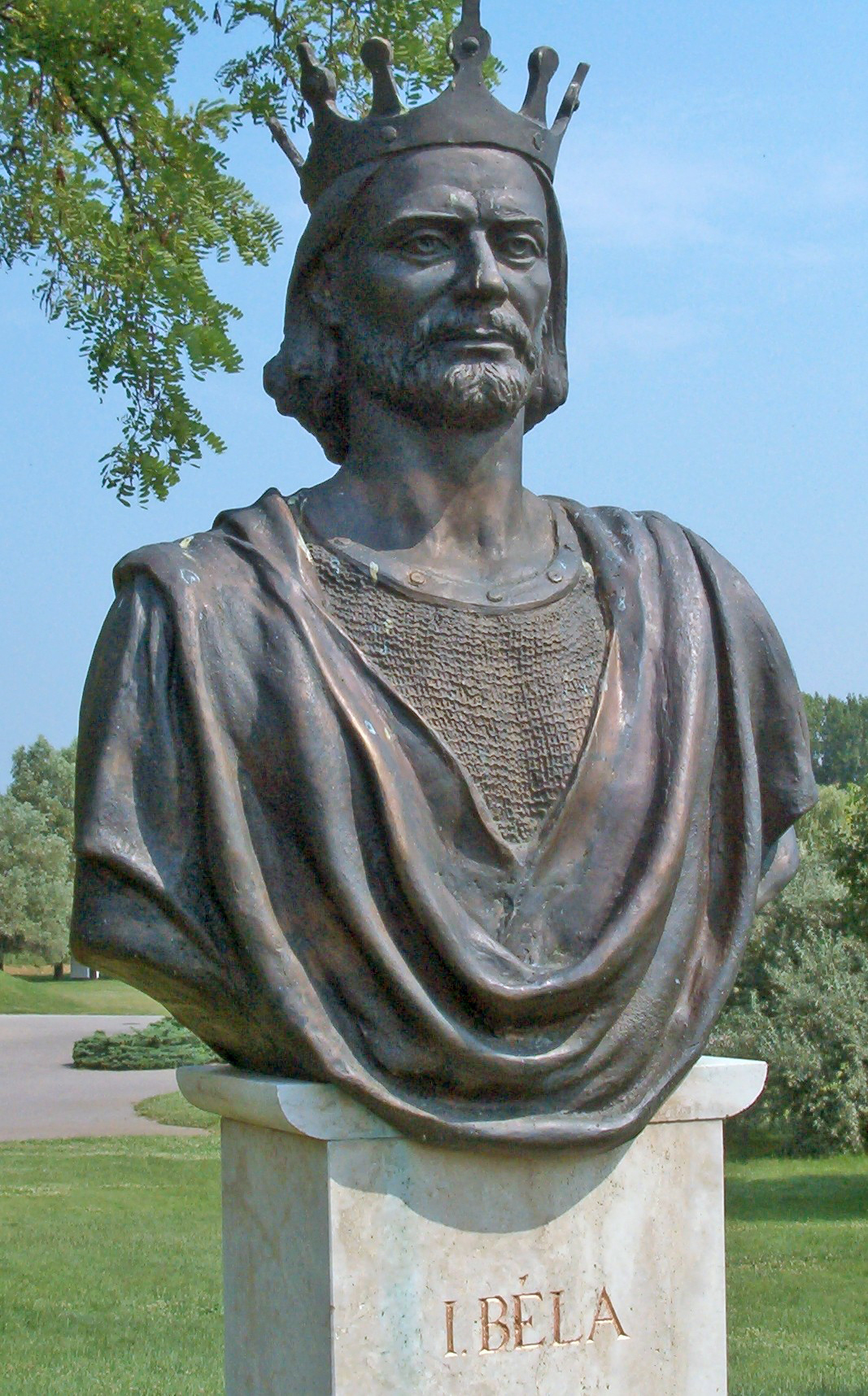
Бела I

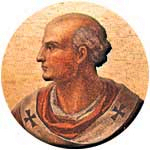
Сильвестр III

В этой статье представлен список известных людей, умерших в 1063 году.
См. также: Категория:Умершие в 1063 году

## Февраль
- 27 февраля — Юдит — графиня-консорт Корнуая (1026—1058), жена графа Алена Кеньяра, графиня Нанта (1051—1063)

## Март
- 21 марта — Рыкса Лотарингская — королева-консорт Польши (1025—1034), жена короля Мешко II.

## Апрель
- 30 апреля — Жэнь-цзун — китайский император из династии Сун с 1022 года.

## Май
- 8 мая — Рамиро I — граф Арагона (1035), первый король Арагона с 1035 года, граф Собрарбе и граф Рибагорсы с 1043 года. Убит в бою.

## Август
- 5 августа — Грифид ап Лливелин — король Гвинеда и король Поуиса с 1039 года, король Дехейбарта (1044—1047, с 1055 года), король Гливисинга и король Гвента с 1055 года. Убит

## Сентябрь
- 4 сентября — Тогрул-бек — первый султан государства Сельджукидов с 1038 года.
- 11 сентября — Бела I — король Венгрии с 1061 года.

## Дата неизвестна или требует уточнения
- Альберт II — граф Намюра (1018/1031—1063)
- Берта — последняя графиня Руэрга, последняя графиня Керси, последняя маркиза Готии с 1054 года. Возможно, умерла в 1064 году.
- Гедвига Французская[англ.] — графиня-консорт Невера (1016—1040), жена графа Рено I
- Готшалк фон Цютфен — сеньор Цюфтена (1046—1063)
- Готье III де Вексен — граф Вексена, граф Амьена с 1035 года, граф Мэна (как Готье I) с 1062 года.
- Екатерина Болгарская — императрица Византии в браке с императором Исааком I Комнином и сорегент Константина X.
- Кинан ап Иаго — претендент на трон Гвинеда.
- Константин III Лихуд — константинопольский патриарх с 1059 года.
- Саллар ибн Язид — Ширваншах (1050—1063).
- Сильвестр III — папа римский (1045). По другим данным, умер в 1062 году.
- Судислав Владимирович — первый князь псковский (1014—1036).
- Хильдуин IV де Мондидье — граф Мондидье, сеньор Рамрю, по правам жены — граф Руси.